# Klement Weber
Klement Weber (4. března 1890 Domažlice – 6. května 1971 Praha) byl český lékař-kardiolog, profesor Lékařské fakulty Karlovy university, člen Československé akademie věd a prezident Československé kardiologické společnosti.

## Profesní kariéra
Dr. Weber se zabýval kardiovaskulárními nemocemi se zaměřením na arytmie a významem metabolických změn zjevných na EKG. Spolu s neurologem prof. Janotou popsal roku 1928 jako první ve světě pokles hladiny kalia v krevním séru u paroxyzmální svalové paralýzy. Uveřejnil práce o pohybu kalia a kalcia v myokardu. Upozornil na význam hypokalémie pro vznik poruch srdečního rytmu.
V letech 1938–1942 byl prezidentem České kardiologické společnosti, v letech 1951–1955 prezidentem Československé kardiologické společnosti.
V nemocnici Na Bulovce zastával funkci přednosty III. interního oddělení. Roku 1951 založil Ústav pro choroby oběhu krevního v Praze-Krči, ve kterém se stal jeho prvním ředitelem.

## Zajímavosti
Po dr. Weberovi je od roku 1975 pojmenovaná ulice v Praze 5-Košířích.